# Gabriel Moraru
Gabriel Moraru (n. 28 ianuarie 1982) este un jucător de tenis român, jucător în circuitul ITF Futures Tour. Pe 25 iulie 2005, a atins cea mai bună clasare în circuitul masculin profesionist ATP și anume locul 234.